# Фландрия (футбольный клуб)
Социальный и спортивный клуб «Фландрия» (исп. Club Social y Deportivo Flandria) — аргентинский мультиспортивный клуб из города Хауреги, провинция Буэнос-Айрес. Наиболее известен своей футбольной командой, выступающей в Примере В Метрополитана — третьем по силе дивизионе аргентинского футбола.

## История команды
В 1928 году предприниматель бельгийского происхождения Хулио Стиверлинк основал в городе Хауреги хлопковую фабрику, где работало большое количество европейских иммигрантов. Вскоре сотрудники основали при предприятии любительскую футбольную команду, получившую название «Фландрия». Первый матч команда провела против клуба «Хауреги Хуниорс».
9 февраля 1941 года на внеочередном собрании руководства клуба было принято решение расширить количество секций в команде с целью объединения местного населения посредством спорта. Эта дата в настоящее время и считается официальным днем основания команды. Первым президентом клуба был избран Хосе Делези. В 1944 году «Фландрия» завоевала свой первый титул, став победителем региональной лиги. 
В 1946 году клуб получил профессиональный статус, а год спустя присоединился к Федерации футбола Аргентины. Свой дебютный матч в профессиональной лиге команда сыграла против «Алумни» из города Вилья Уркиса, выиграв со счетом 5:3. 
В целом, в своем дебютном сезоне клуб сумел набрать 19 очков в 30 матчах. В 1952 году «Фландрия» вышла в Примеру С, где выступала весьма успешно, а в 1953 и 1957 году занимала второе место. 
В 1970 году «Фландрия» стала чемпионом Примеры С, победив в финальном матче команду «Сармьенто де Хунин» со счетом 3:1. 
В 1979 году команда выбыла из Примеры С. В 1998 году коллектив под руководством Омара Санторелли вернулся в Примеру В, однако вылетел оттуда в 2014 году. 
12 июня 2016 года клуб впервые в своей истории завоевал повышение во вторую по силе лигу аргентинского футбола, выиграв чемпионат Примеры В Метрополитана.
Однако в сезоне 2017/18 команда снова вылетела в третий по силе дивизион, где выступает и в настоящее время.

## Стадион
Домашней ареной «Фландрии» в настоящее время является открытый 9 июля 1960 года стадион «Карлос V», названный в честь императора Священной Римской империи Карла V и вмещающий 5 000 зрителей. Первый стадион клуба был построен в 1928 году самими сотрудниками фабрики Стиверлинка и располагался прямо на территории предприятия. На этой арене команда выступала до 1940 года, затем переехав на стадион «Эль Чано».

## Дерби и противостояния
Наиболее принципиальным соперником для поклонников «Фландрии» является «Лухан» — клуб из соседнего одноименного города. Все матчи между командами состоялись в период выступления «Фландрии» в Примере С. «Лухан» не одерживал побед в дерби с сезона 1993\94. С этого момента клубы сыграли между собой девять очных матчей, в которых четырежды побеждала «Фландрия», пять игр завершились вничью.
Последним официальным матчем между командами была встреча в третьем раунде Кубка Аргентины, прошедшая на стадионе «Карлос V» и завершившаяся нулевой ничьей.

## Дисциплины, развиваемые в спортивном клубе «Фландрия» помимо футбола
Среди дисциплин, развиваемых в спортклубе «Фландрия», имеются: волейбол, бочче, стрельба из лука, фигурное катание на роликовых коньках, пелота, и падел. Помимо, этого при клубе организована театральная студия.